# 杨紫珍
杨紫珍（？—），女，中华人民共和国政治人物，曾任内蒙古自治区政协副主席，内蒙古自治区儿童基金会理事长。